# انتفاضة الهزارة 1979
في أواخر عام 1979، تجمعت بعض الأحزاب التي يقودها الهزارة في هزارستان لتأسيس مجلس الوحدة تحت قيادة السيد علي بهشتي. بدأت الانتفاضة ونجحت، وتم تحرير هزارستان بالكامل وطُردت الحكومة الأفغانية. كان نجاح حكومة هزارستان الجديدة بسبب دعمها لثقافة الهزارة وقيمهم. بعد الانتفاضة، حكم مجلس الوحدة هزارستان من عام 1979 إلى عام 1982، تلاه سازمان نصر ثم حزب الوحدة الذي حكم هزارستان حتى عام 1997. خلال هذه الفترة، كانت هزارستان أكثر سلامًا من مناطق أفغانستان الأخرى. كانت هذه أكثر انتفاضة هزارية تنظيماً ونجاحاً بعد عدة انتفاضات فاشلة في القرن العشرين، مما أتاح للهزارة حكومة منظمة لأول مرة.